# Schichau-Werke
F. Schichau, Maschinen- und Lokomotivfabrik, Schiffswerft und Eisengießerei GmbH, abbreviato Schichau-Werke, è stata un'industria metalmeccanica tedesca fondata nel 1837 e attiva, fino al 2009, nella cantieristica navale e nella produzione di locomotive.

## Storia
Nel 1837 l'ingegnere tedesco Ferdinand Schichau impiantò a Elbląg, in Prussia, un'industria meccanica, successivamente nota con il nome di F. Schichau GmbH, Maschinen-und Lokfabrik, Elbing (tedesco: F. Schichau s.r.l. Fabbrica di macchine e locomotive, Elbing) nella quale venne avviata la produzione di presse idrauliche ed escavatori. Nel 1841 nella fabbrica venne costruita la prima draga di fabbricazione tedesca. Nel 1860 nella fabbrica ebbe inizio la produzione delle prime locomotive per le Ferrovie orientali prussiane. Nel 1867 la produzione di locomotive venne avviata su vasta scala e, tre anni dopo, l'impianto venne collegato alla rete ferroviaria. All'inizio del ventesimo secolo, la Schichau era una delle industrie che consegnarono la maggior parte delle locomotive P 8, la locomotiva a vapore più prodotta per i treni passeggeri dell'epoca.
Alla fine del 1852, a Elbing venne allestito un cantiere navale separato, entrato in funzione nel 1854, noto come Schichau Elbinger Dampfschiffs-Reederei, dove nel 1855 fu varato il Borussia, il primo piroscafo a elica prodotto in Prussia. Borussia è il nome latino della Prussia. Il cantiere venne poi ampliato e nel 1872 Schichau acquistò il cantiere vicino a Mitzlaff, sempre a Elbing. Dal 1877 il cantiere navale produsse navi per la Kaiserliche Marine, la Marina dell'Impero tedesco, specializzandosi nella produzione di torpediniere e successivamente di cacciatorpediniere, sia per la Kaiserliche Marine, sia per marine straniere.
Poiché la posizione del cantiere sul fiume Elbing limitava le dimensioni delle navi che potevano essere costruite, nel 1889 Schichau costruì un piccolo cantiere di riparazioni a Pillau vicino a Königsberg. Nello stesso anno Ferdinand Schichau acquistò a Danzica un terreno di 50 ettari vicino al Cantiere Imperiale, dove a partire dal 1890 venne avviata la costruzione di un cantiere navale, che divenne lo stabilimento Schichau Werft, entrato in funzione nel 1892, con la prima nave, una corvetta per la marina, varata nel 1893 alla presenza del Kaiser Guglielmo II.

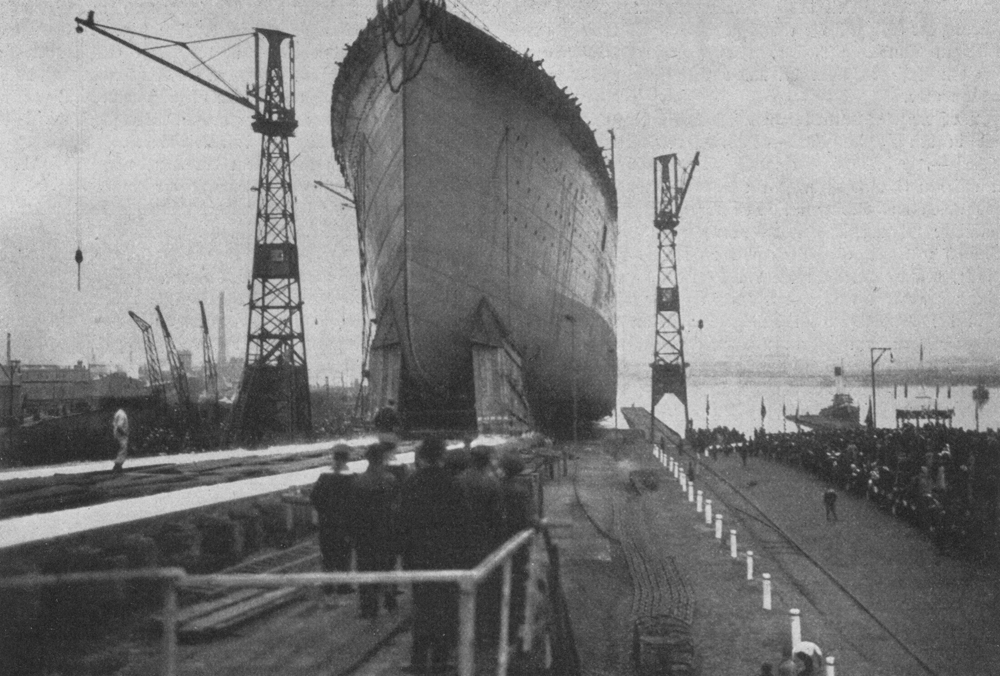
Varo del transatlantico Columbus.

Alla morte di Ferdinando Schichau, nel 1896, l'attività venne proseguita da suo genero Carl Heinrich Ziese, sotto la cui guida l'azienda divenne la più grande impresa industriale nei territori orientali dell'Impero tedesco. Nel 1913, Ziese fondò il cantiere Ziese Mühlgraben (in russo Мюльграбенская верфь?, Miul'grabenskaja Werf') a Riga, sperando in un più facile accesso al mercato russo. Nel 1914 nello stabilimento erano in allestimento nove cacciatorpediniere della classe Gogland, ma, con lo scoppio della prima guerra mondiale, a causa della vicinanza di Riga alla prima linea, non vennero mai completati, essendo stato il cantiere navale posto sotto controllo statale russo nel 1915 e di fatto espropriato.
Lo stabilimento di Danzica era in grado di produrre navi da guerra fino alle dimensioni di una corazzata, oltre a navi da carico e passeggeri. Numerose furono le commesse sia civili sia militari per l'estero. Per la Kaiserliche Marine nel periodo che precedette la prima guerra mondiale vennero realizzate otto navi da battaglia delle classi Friedrich III, Wittelsbach, Braunschweig, Classe Deutschland, Helgoland, Classe Kaiser e Derfflinger e dopo l'entrata in guerra dell'Impero tedesco una nave da battaglia della Classe Bayern. Tra le navi prodotte dal cantiere di Danzica, l'incrociatore Pillau, che dopo la guerra sarebbe stato ceduto in conto riparazione danni di guerra alla Regia Marina italiana e ribattezzato Bari. Oltre alla costruzione di navi da guerra, l'azienda si concentrò sulla costruzione di navi mercantili soprattutto per la compagnia armatrice Norddeutscher Lloyd.
Dopo la morte di Zieze, nel 1917, lo svedese Carl Carlson, marito dell'unica figlia di Ziese, Hildegard, si occupò della gestione dell'azienda e dopo la sua morte nel 1924, la sua vedova guidò da sola l'azienda, che era stata del padre e del nonno fino alla morte, avvenuta nel 1927. Con la fine della prima guerra mondiale e con il trattato di Versailles, la Germania divette rinunciare alla città di Danzica che divenne città libera e gli stabilimenti Schichau Werft si trovarono fuori dai confini tedeschi; il cantiere Schichau venne a trovarsi nel cosiddetto corridoio di Danzica, così come il Cantiere Imperiale che venne chiuso e nei suoi stabilimenti costituito uno nuovo cantiere conosciuto come Danziger Werft. Nel periodo successivo alla fine della prima guerra mondiale gli stabilimenti Schichau vennero coinvolti nelle prime fasi della ricostruzione della flotta mercantile tedesca, ma ulteriori ordini arrivarono lentamente e nel l'impresa rischiò il fallimento per le scarse commesse, ma riuscì a salvarsi grazie agli interventi statali in favore delle imprese della Prussia Orientale, regione diventata periferica nella Germania dopo l'istituzione del corridoio di Danzica, con l'azienda statalizzata nel 1929 nel dopo aver liquidato gli eredi di Carlson.
Dal 1930 l'azienda lavorò in sinergia con la Union Gießerei Königsberg (tedesco: Unione fonderie Königsberg) una industria meccanica di Königsberg che operava nella fabbricazione di locomotiva, caldaie e nella cantieristica, impresa che nel 1931 venne assorbita dalla Schichau-Werke. Il riarmo della Germania promosso dal governo nazionalsocialista allontanò il rischio di fallimento. Nel 1937, i lavoratori dei cantieri navali di Danzica erano 2.700 e 3.700 nel 1939. Nel 1944 per Schichau-Werke lavoravano 44.000 persone: 18.000 a Elbing, 12.000 a Danzica e 14.000 a Königsberg. Dopo lo scoppio della seconda guerra mondiale la città di Danzica venne incorporata alla Germania il 2 settembre 1939, il giorno dopo l'inizio della Campagna di Polonia e il cantiere navale rilevato dalle autorità tedesche, insieme con lo stabilimento Danziger Werft.
Negli stabilimenti Schichau-Werke vennero costruiti 94 sommergibili nel cantiere navale di Danzica per la Kriegsmarine, la marina da guerra del Terzo Reich. Nel cantiere navale di Elbing venivano prodotti i sommergibili tascabili della classe Seehund. Fino al 1944 a Danzica vennero costruiti 62 sommergibili U-Boot Tipo VII e due sommergibili Tipo VII-C/41, prima che la produzione passasse agli U-Boat Tipo XXI, trenta esemplari dei quali vennero costruiti e varati a Danzica. Inoltre fino alla fine della seconda guerra mondiale, nel 1945, negli stabilimenti Schichau-Werke vennero costruite circa 4.300 locomotive per vari committenti, tra cui la Deutsche Reichsbahn e le ferrovie polacche.
Con la sconfitta tedesca nella seconda guerra mondiale al termine del conflitto con la perdita da parte della Germania della Prussia Occidentale a vantaggio della Polonia e della Prussia Orientale a vantaggio della Polonia e dell'Unione Sovietica, gli impianti finirono per trovarsi in territori polacchi e sovietici. Il Cantiere Schichau di Danzica venne unito nel 1947 con l'ex Cantiere Imperiale e integrato nel Cantiere di Danzica che nel 1980 ebbe un'eco mondiale in seguito alle proteste del sindacato Solidarność mentre il cantiere di Königsberg venne ribattezzato Cantiere Jantar' e la città di Königsberg ribattezzata dai sovietici Kaliningrad.

### Dalla rinascita alla chiusura
Nel 1945 a Bremerhaven da parte di Hermann Noë, amministratore delegato della Schichau-Werke venne fondata una nuova società denominata F. Schichau Aktiengesellschaft per la produzione di macchine agricole, tram e locomotive. Il 26 maggio 1951, da parte degli Alleati venne revocato il divieto di costruzioni navali nella Germania occidentale e Schichau riaprì il suo cantiere navale a Bremerhaven. Nel 1972 in seguito alla fusione con Schiffbaugesellschaft Unterweser la denominazione cambiò in Schichau Unterweser e nel 1988 in seguito alla fusione con Schichau Seebeckwerft la denominazione cambiò in Schichau Seebeckwerft, società che acquisita dalla Bremer Vulkan in seguito al fallimento di questa nel 1996, venne rifondata nel 1998 per poi chiudere il 31 luglio 2009.